# كلاس باكر
كلاس باكر (بالهولندية: Klaas Bakker)‏ (22 أبريل 1926 بأمستردام في هولندا - 3 يناير 2016 بأمستلفين في هولندا) هو لاعب كرة قدم هولندي في مركز الهجوم. لعب مع أياكس أمستردام وA.V.V. De Volewijckers ‏.

## وصلات خارجية
- كلاس باكر على موقع قاعدة بيانات كرة القدم.إي يو (الإنجليزية)